# Lucky Nero
Lucky Nero je československá[zdroj⁠?!] hudební undergroundová kapela vzniklá na přelomu století.[kdy?] Domovskou scénou kapely je garáž, která je hlavním smyslem a podstatou kulturního fungování kapely.

## Hudební styl
Hudba Lucky Nero je založena na volnosti kompozic jednotlivých skladeb, syrovém originálním zvuku kytar a baskytar s psychedelickými houslovými riffy.[zdroj⁠?!]

## Obsazení
- Kemboe – baskytary, kytary, zpěv
- Budy Sam – kytary, baskytary, bubny, zpěv
- B.B. Lombardo – bubny, kytara, baskytara
- Vanesa – housle
- Mesány – housle
- Roman Kostka - tenor sax

## Diskografie
- The End (2013) – natočeno živě ve studiu JáMor

Dále desítky singlů natočených v Lucky Studio.[zdroj⁠?!]